# Las Vinhas
Las Vinhas (en francès Les Vignes) és un municipi del departament francès del Losera, a la regió d'Occitània.